# 甜瓜
甜瓜（學名：Cucumis melo）为葫芦科黄瓜属一年生平卧或攀援草本植物，果实为瓠果。甜瓜的起源地不明，亚洲中西部和非洲都曾被认为是甜瓜的主要遗传多样性中心。

## 分类

### 植物学分类
根据子房上的毛的长度，甜瓜可分为两个亞種：
- 短毛亚种[3]（學名：C. m. subsp. agrestis；旧称薄皮亚种[4]）
- 原亚种，即长毛亚种[3]（學名：C. m. subsp. melo；旧称厚皮亚种[4]）

这种区分并非总是有效，某些同一类型的品种中就既有短毛亚种又有长毛亚种。
亚种之下还曾分出许多变种，但现在一般按栽培群处理。

### 园艺学分类
野生的甜瓜称为马泡瓜（[Cucumis melo var. agrestis] 错误：{{Langx}}：文本有斜体标记（帮助）），果实很小，瓜皮青绿，皮薄肉薄，在非洲、亚洲、澳洲野生或逸生。甜瓜的栽培品种则可分为许多栽培群，常见的有：
- 越瓜[4]雄花两性花同株，果实长形，瓜皮白色或绿色，瓜肉白色或淡绿色。产于东亚，作蔬菜食用，也叫菜瓜、梢（稍）瓜、白瓜、生瓜、艮瓜。品种举例：八棱脆、黑皮棱子酥。
- 香瓜[4]雄花两性花同株，少数品种只有两性花，果实各色各样。产于东亚，作水果食用，也稱果瓜、甘瓜、真桑瓜，中国古籍记载的甜瓜多为此类。品种举例：乐平雪梨瓜、亭林雪瓜、美浓瓜、黄金瓜、王海瓜、成欢香瓜（성환참외）。[6]
- 洋越瓜（英语：Armenian cucumber）雌雄异花同株，果实较长。产于地中海地区、西亚、中亚和南亚，作蔬菜食用，也叫亚美尼亚黄瓜（Armenian cucumber）。
- 瓜蛋甜瓜[4]雄花两性花同株，果实卵形、球形或扁球形，瓜肉多为绿色，也有橙色和白色，瓜熟蒂落。产于新疆、中亚和印度。品种举例：黄蛋子（英语：Kolkhoznitsa melon）、卡拉其里甘。[3]
- 夏甜瓜[4]雄花两性花同株，果实卵形、椭圆形或棒形，种子缺少胶质层包裹，瓜熟蒂落。产于中国西北至土耳其之间的亚洲地区。主要类型有：
  - 凤梨甜瓜（Ananas type）瓜皮常为土黄色，有网纹，如埃及的杜吉凤梨瓜（Ananas el-Dokki）、以色列的约克内阿姆凤梨瓜（Ananas Yoqne'am）。
  - 密极甘夏甜瓜（Maculati type）瓜皮黄绿色带有深绿色斑纹，有网纹。
  - 长棒子（Mashhadi type）形状较长，瓜皮有纵纹、有网纹。
  - 可能对应新疆的可口奇夏甜瓜，无纵纹，常有网纹。
  - 此外新疆还有纳西甘、伯克扎德、白皮脆等。[3]
- 冬甜瓜[4]雄花两性花同株，果实通常球形，瓜皮通常无纵沟、无斑纹，瓜肉青绿色，种子缺少胶质层包裹，瓜蒂成熟时不脱落。主要类型有：
  - 蜜露甜瓜（英语：Honeydew (melon)），瓜皮光滑洁净，如昂蒂布白瓜（Blanc d'Antibes，即狭义的蜜露瓜）、白兰瓜。
  - 伯爵甜瓜（Earl's type）即阿露斯蜜瓜（アールスメロン）、玫珑蜜瓜，瓜皮密布网纹，如伯爵最爱（アールスフェボリット，即狭义的伯爵瓜）、伯爵之夜（アールスナイト）。
  - 新疆的伽师瓜可能属于此类。[3]
- 卡萨巴甜瓜（Cassaba Group）雄花两性花同株，与冬甜瓜类似，但果实梨形，瓜皮有皱纹但无纵沟、无网纹，瓜蒂成熟时不脱落。产于西亚和中亚。品种举例：金黄美人（Golden Beauty）、克伦肖（Crenshaw）等。
- 西班牙甜瓜（Ibericus Group）雄花两性花同株，与卡萨巴甜瓜类似，瓜蒂成熟时不脱落，但果实椭圆形或卵形。原产西班牙。品种举例：蛤蟆皮甜瓜（英语：Santa Claus melon）、金丝雀甜瓜（英语：Canary melon）等。
- 麝香甜瓜（Cantalupensis Group）通常为雄花两性花同株。与其他长毛甜瓜相比，麝香甜瓜有一股浓郁的异香。果实球形、扁球形或卵形，瓜皮一般有纵沟或纵纹，瓜肉一般为橙色，瓜熟蒂落。原产欧洲，发扬于美国。主要类型有：
  - 深沟麝香甜瓜（Prescott type）瓜皮有深纵沟。品种举例：白底普雷斯科特（Prescott Fond Blanc）、餐桌乐事（Délice de la table）。
  - 浅沟麝香甜瓜（Saccharinus type）瓜皮有浅纵沟。品种举例：翁弗勒尔糖瓜（Sucrin de Honfleur）、美国凤梨瓜（Ananas d'Amérique）。
  - 夏朗德型甜瓜（Charentais type）瓜皮有绿色纵纹，瓜肉橙色。
  - 奥根型甜瓜（Ha'Ogen type）瓜皮有绿色纵纹，瓜肉绿色。
  - 美西甜瓜（American Western type）瓜皮无纵沟或纵沟不明显，全部密布网纹，果实中间的空腔小。[7]
  - 美东甜瓜（American Eastern type）瓜皮纵沟明显，网纹密布于除纵沟以外的部分，果实中间的空腔大。[7]
  - 托斯卡纳甜瓜（Tuscan type）瓜皮类似美东甜瓜，但果实中间的空腔小。[8]

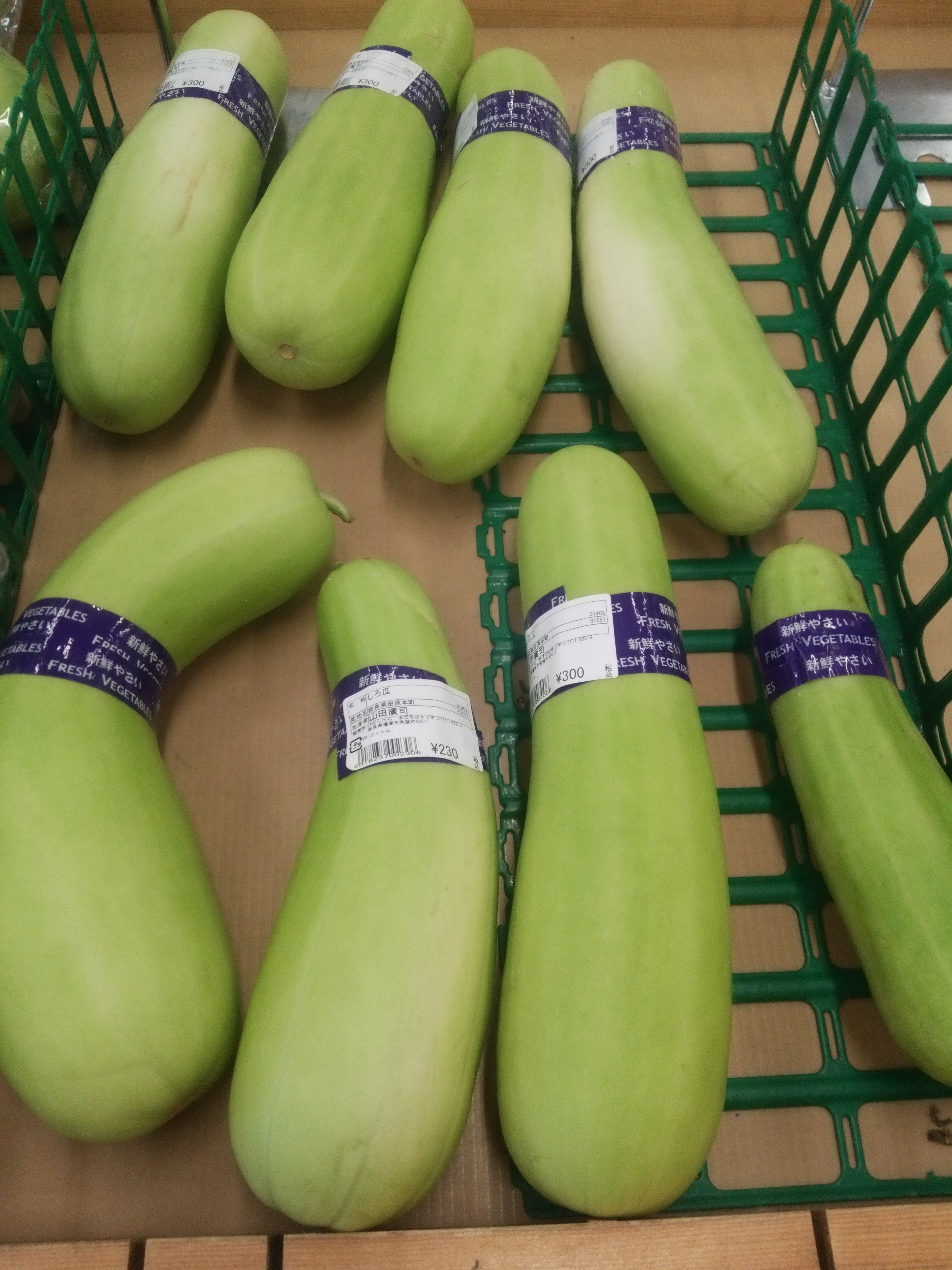
越瓜
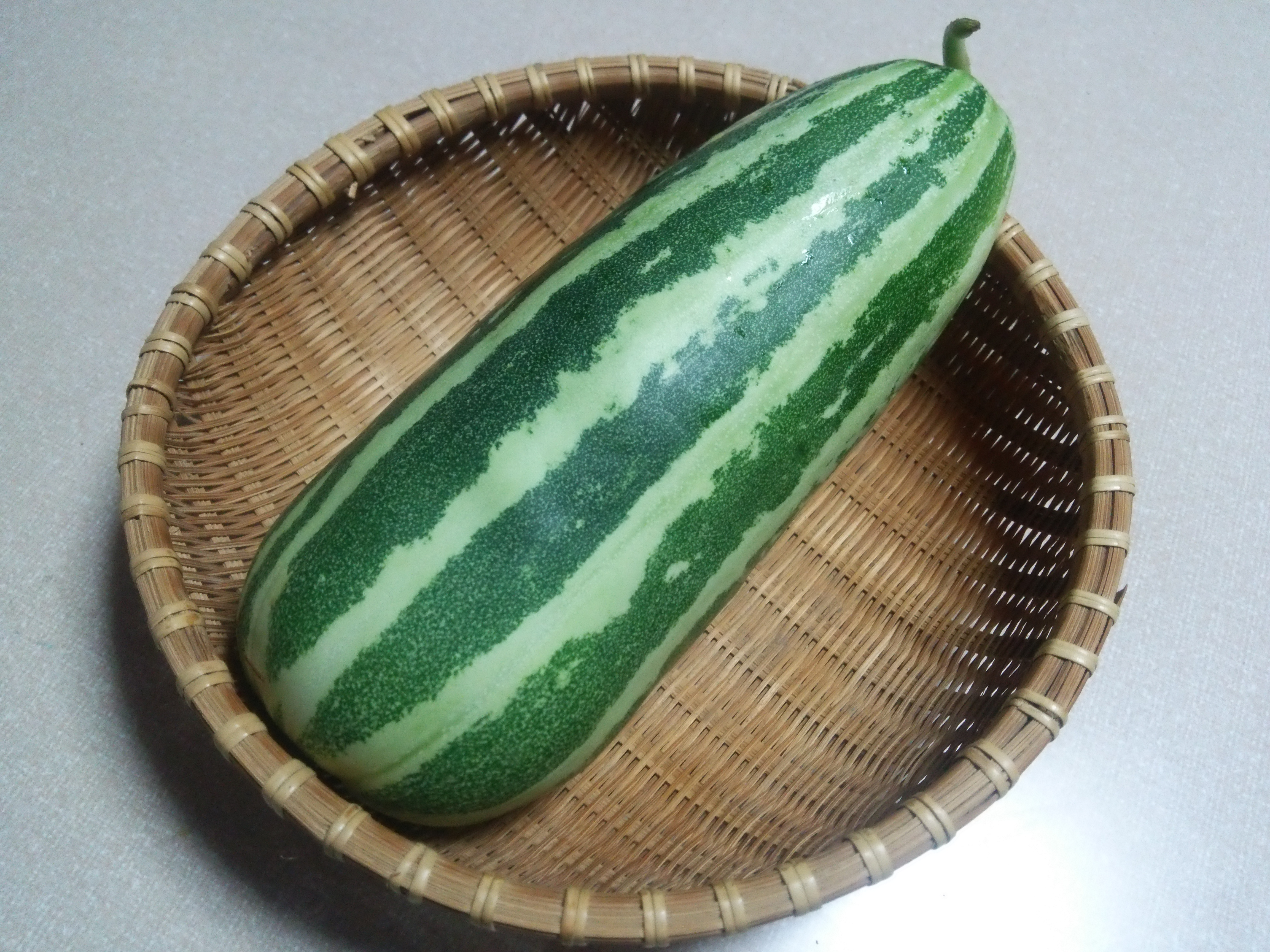
越瓜
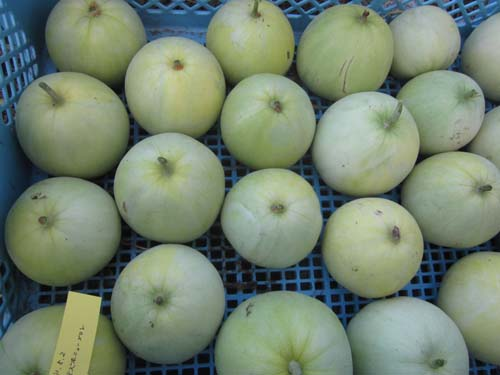
梨瓜（香瓜）
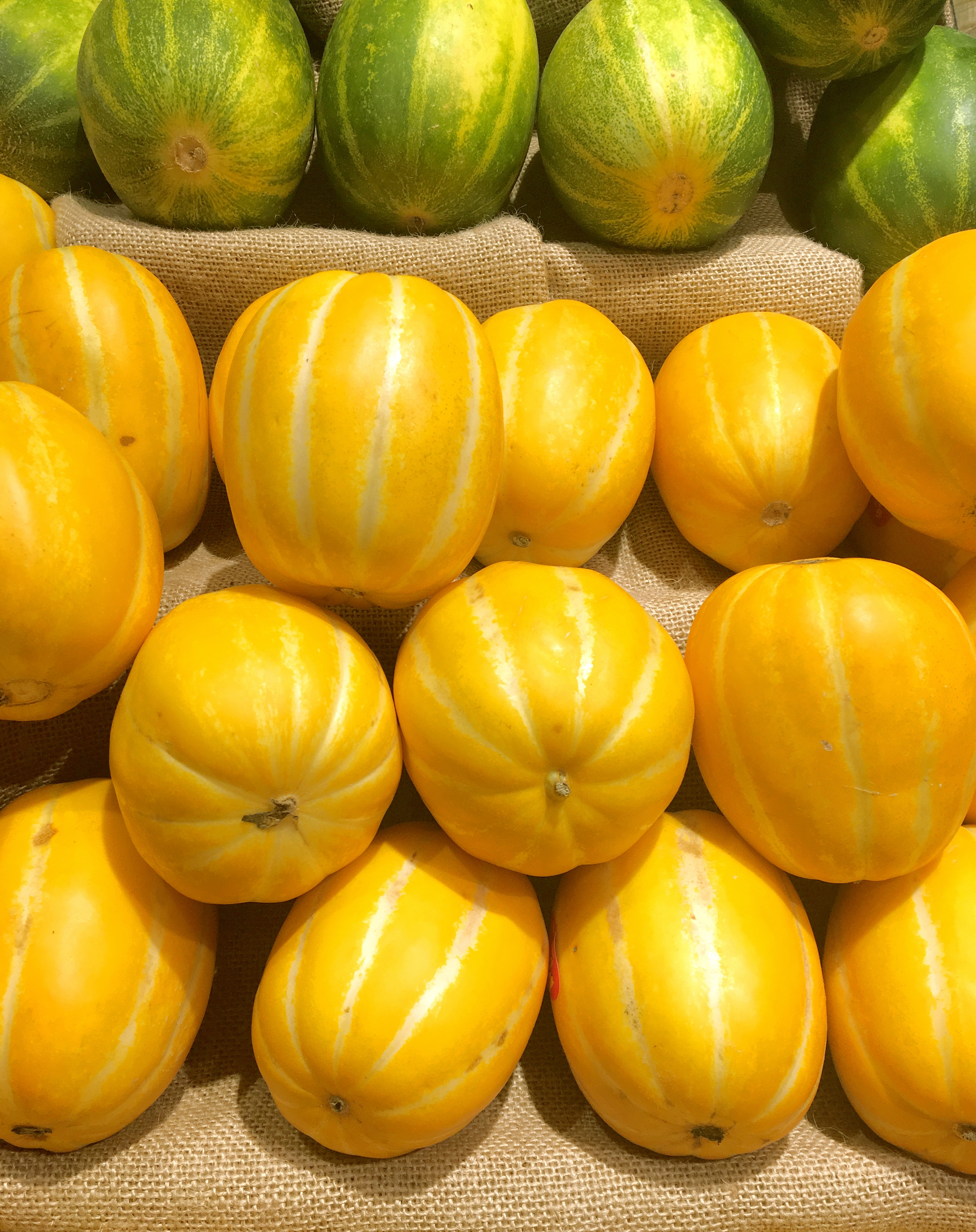
黄金瓜（香瓜）
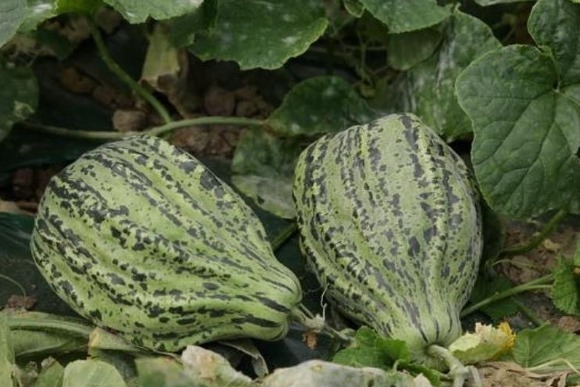
成欢香瓜
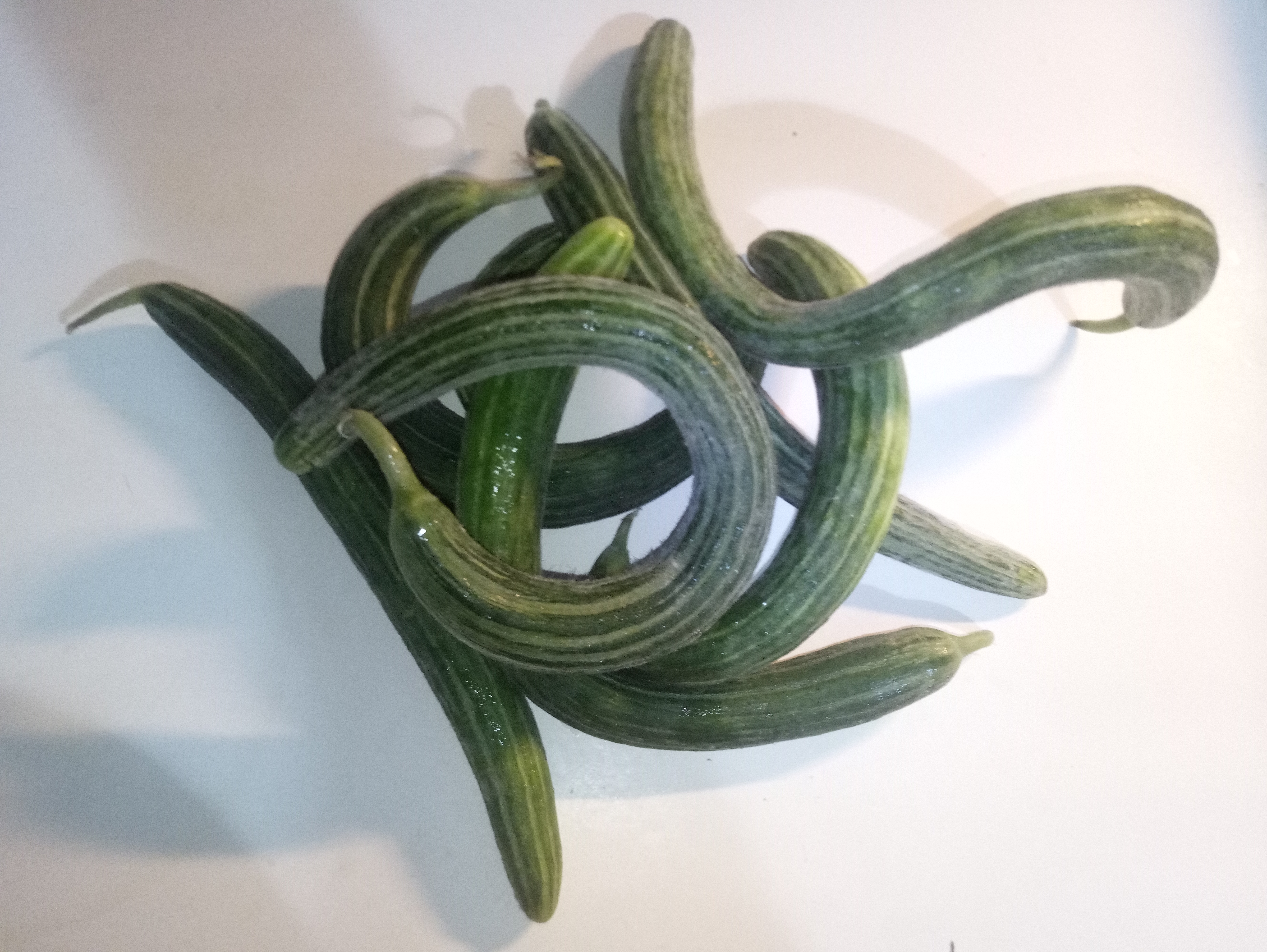
洋越瓜（英语：Armenian cucumber）
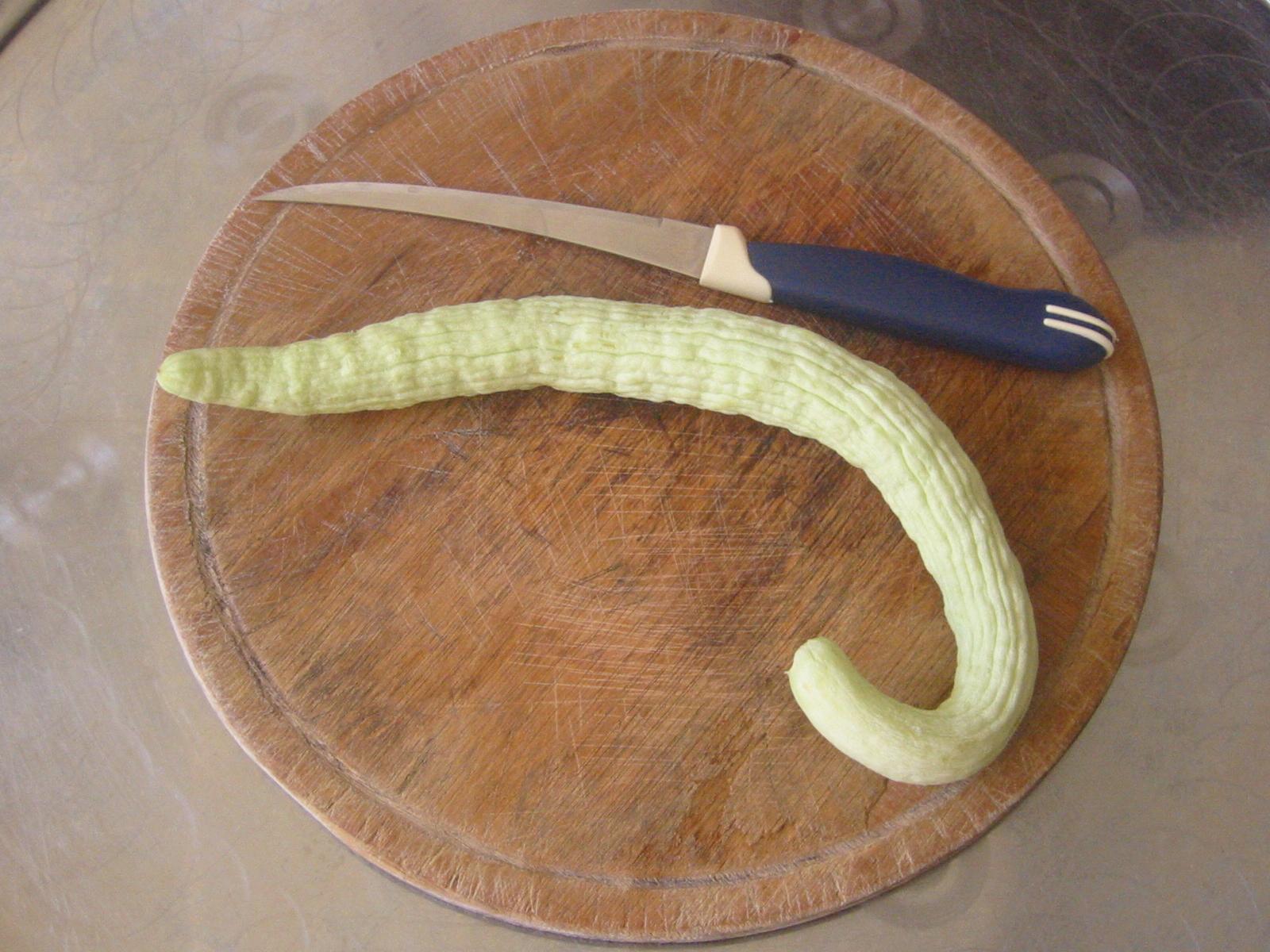
洋越瓜（英语：Armenian cucumber）
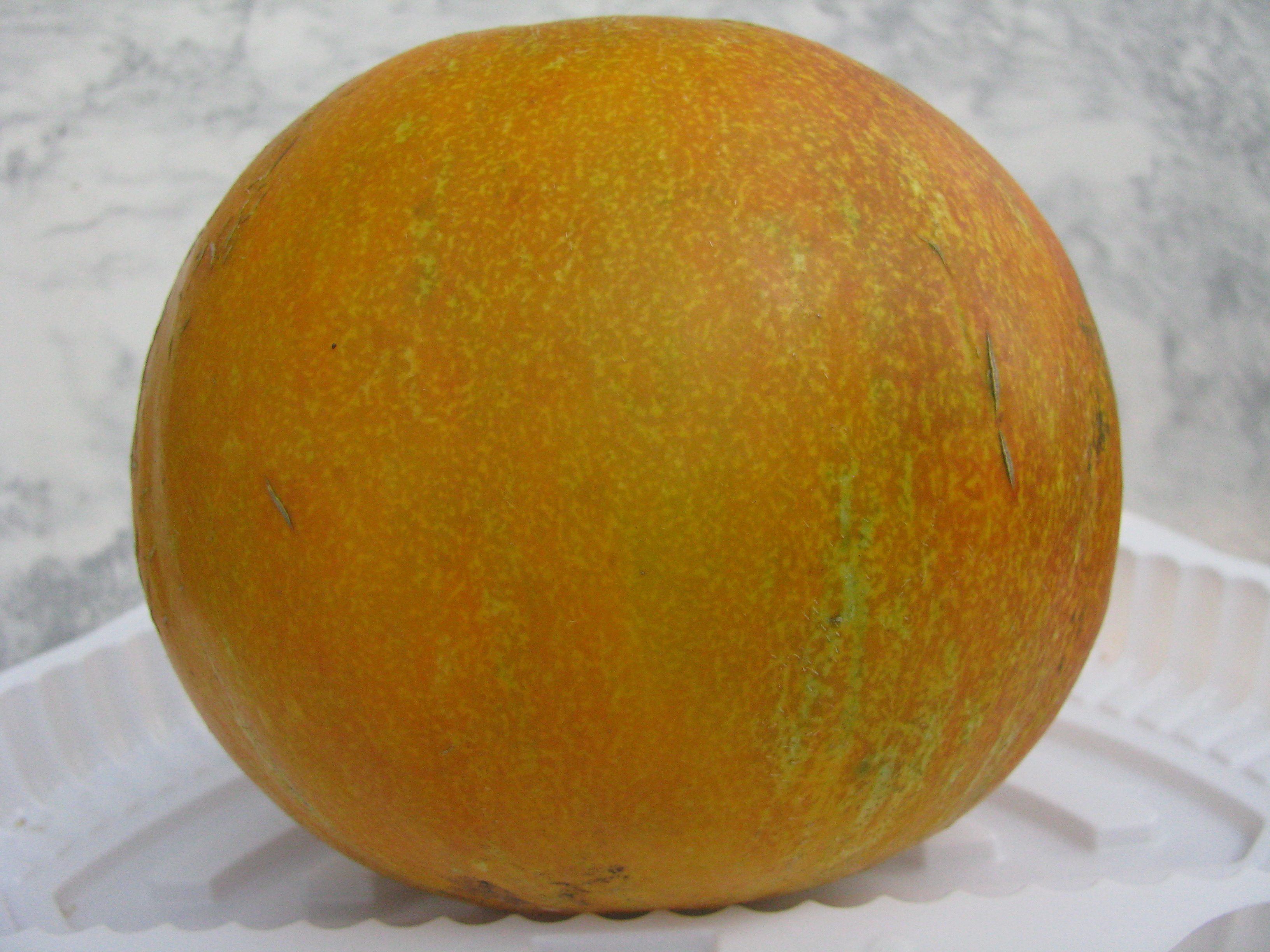
黄蛋子（瓜蛋甜瓜）
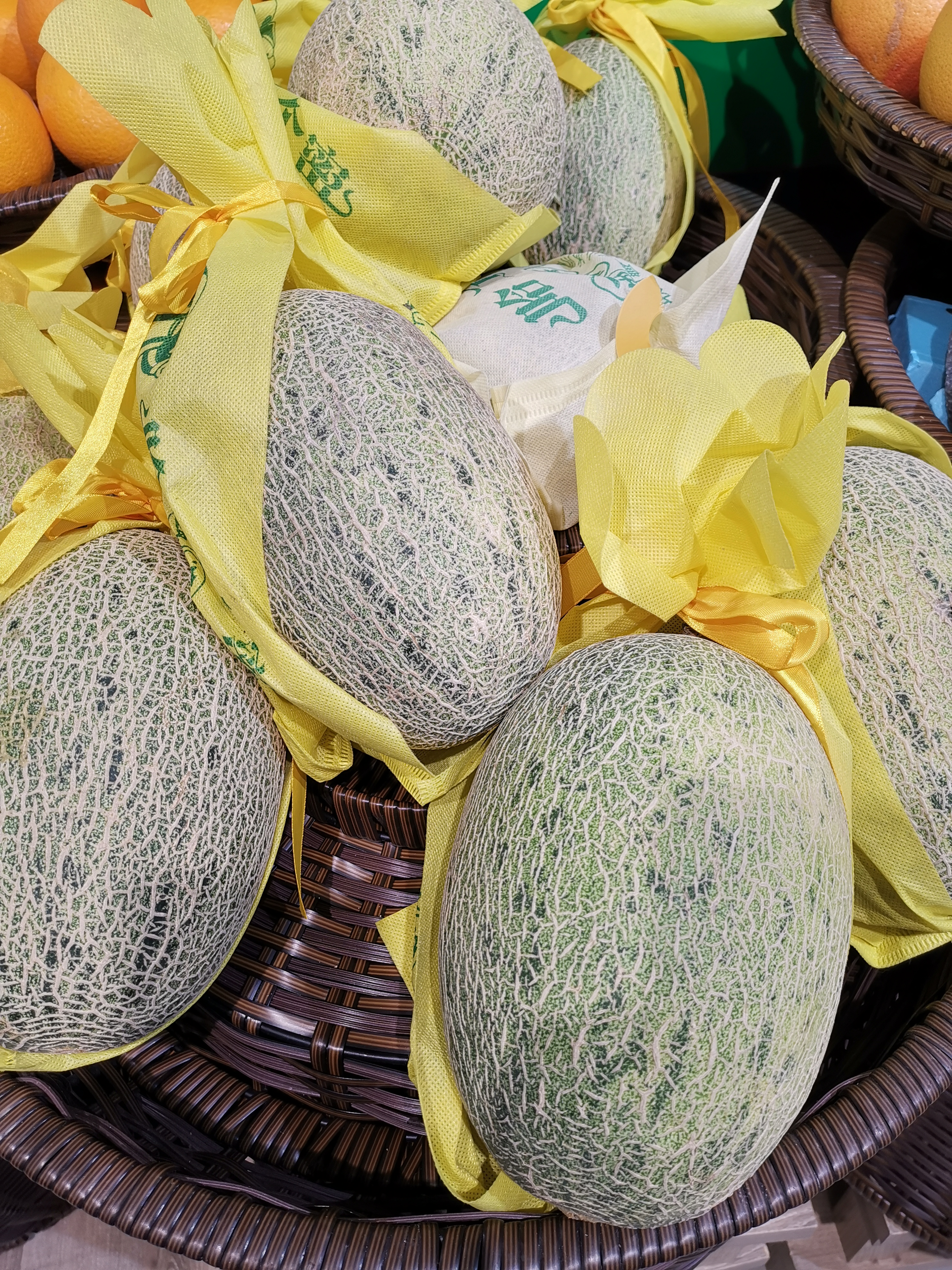
西州哈密瓜 （夏甜瓜）
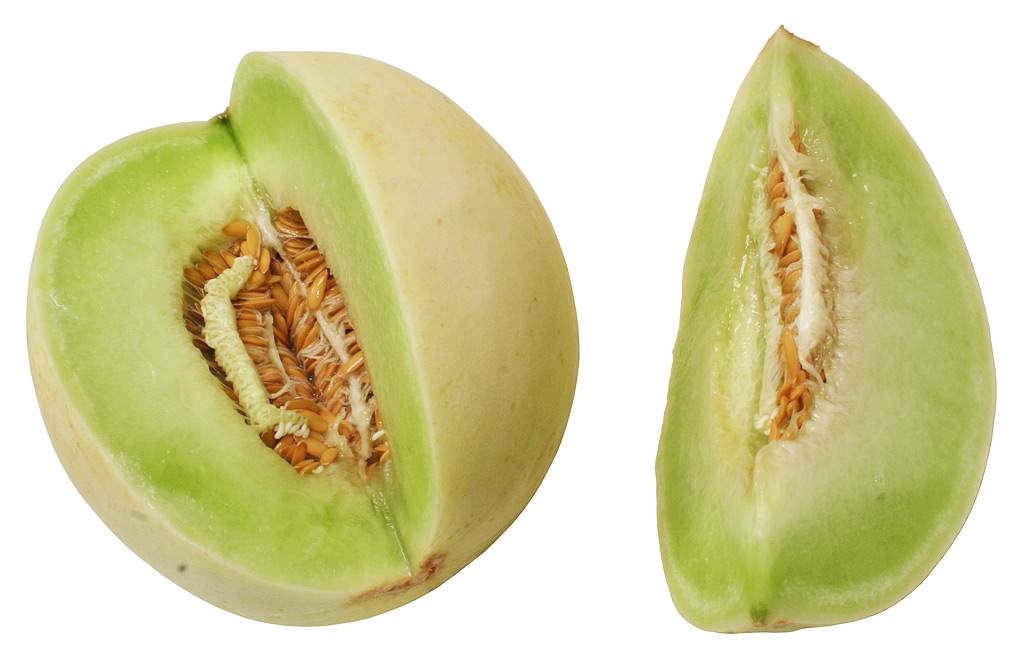
蜜露甜瓜（英语：Honeydew (melon)）（冬甜瓜）
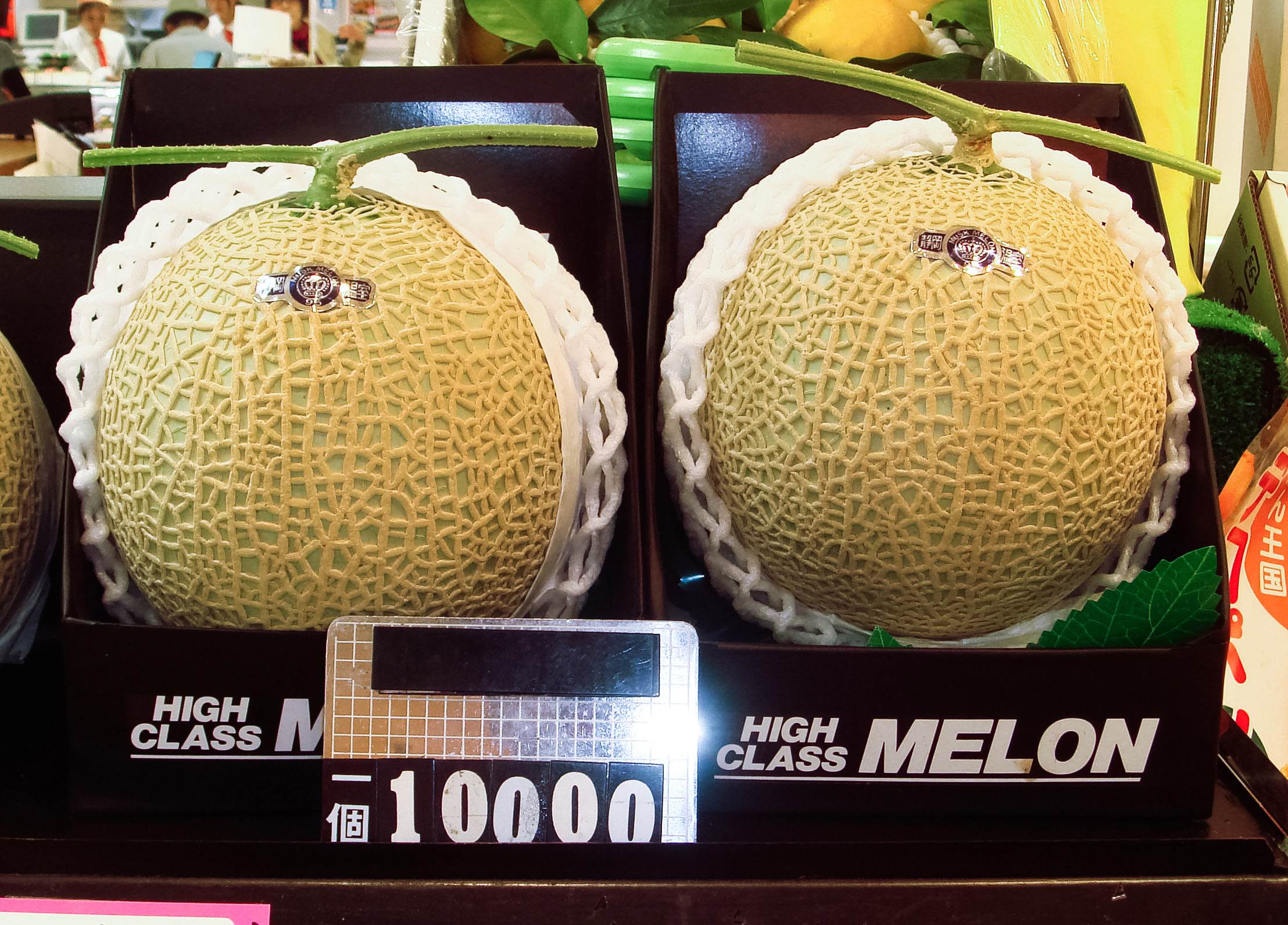
静冈皇冠蜜瓜（冬甜瓜中的伯爵甜瓜）
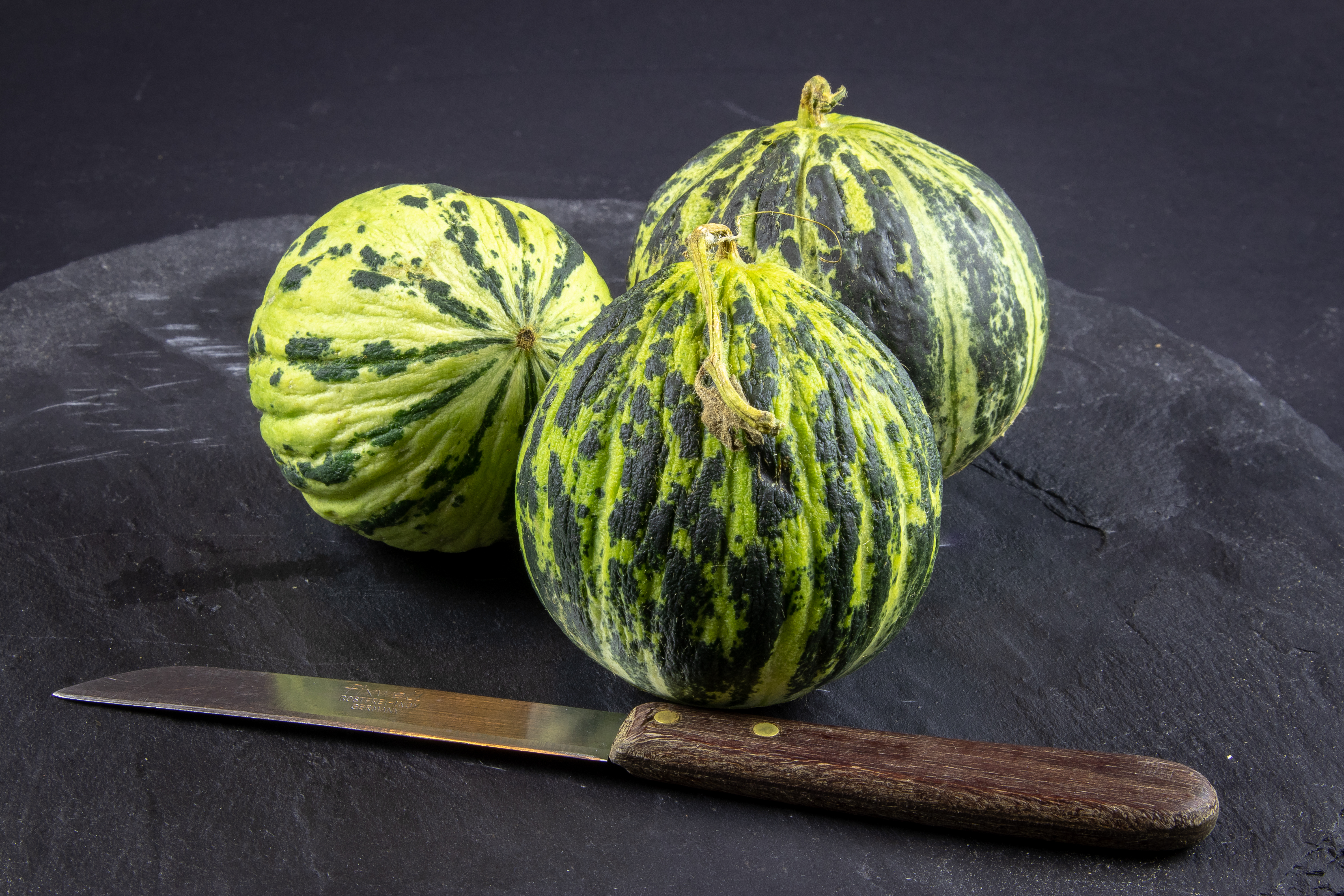
花皮卡萨巴甜瓜
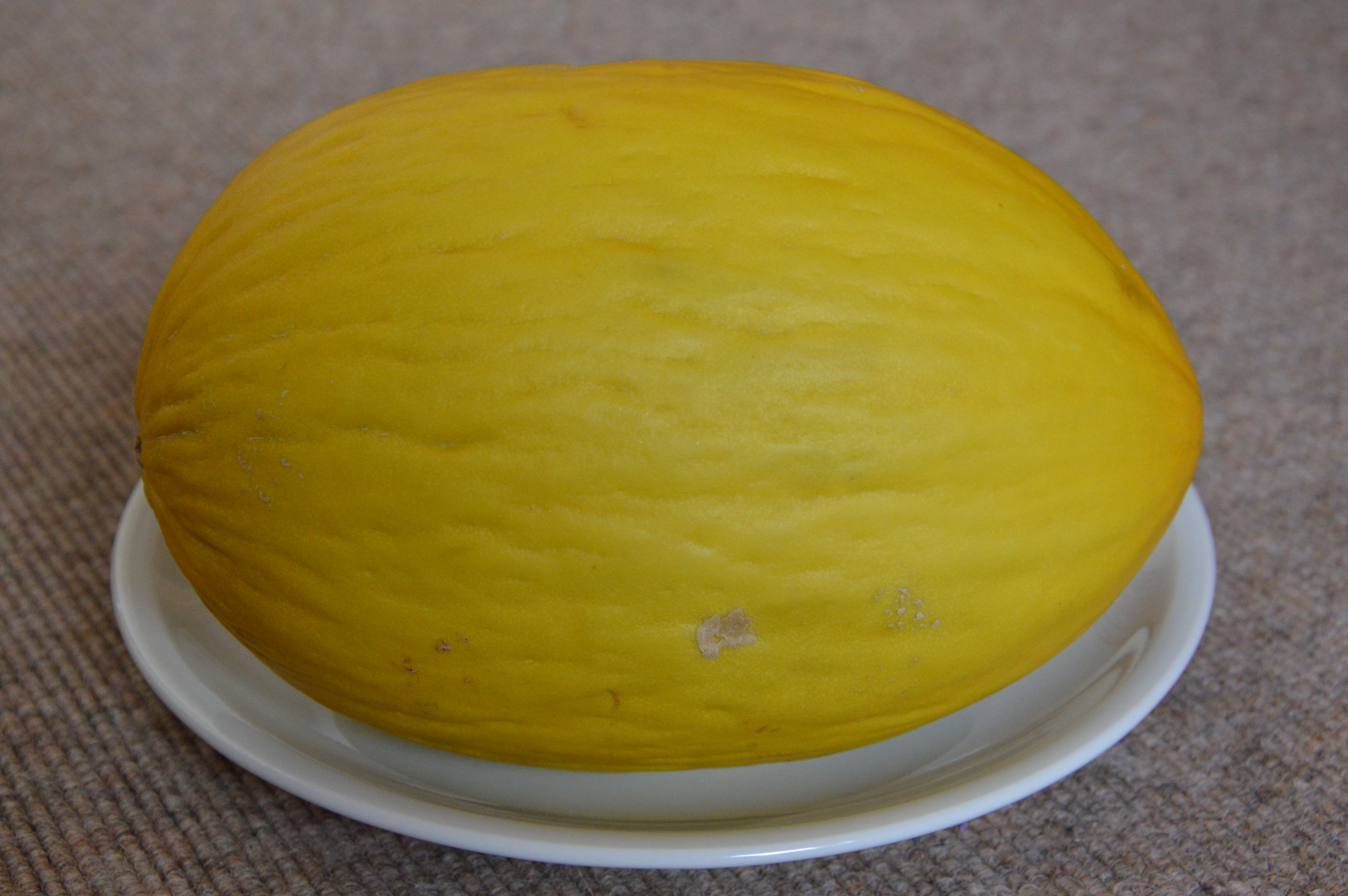
金丝雀甜瓜（英语：Canary melon） （西班牙甜瓜）
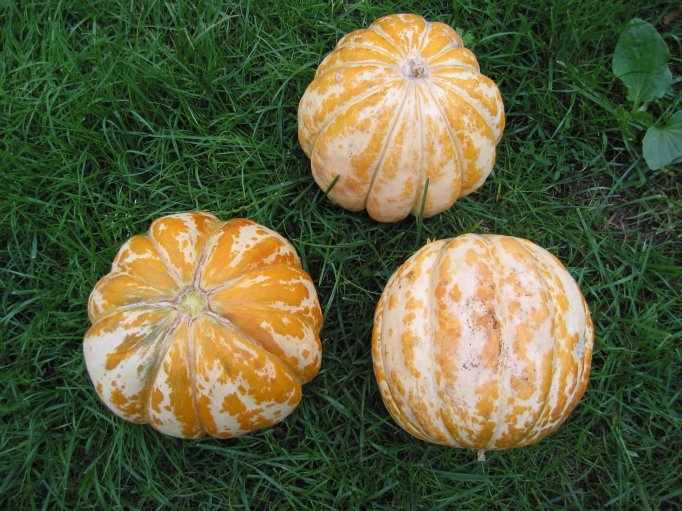
深沟麝香甜瓜
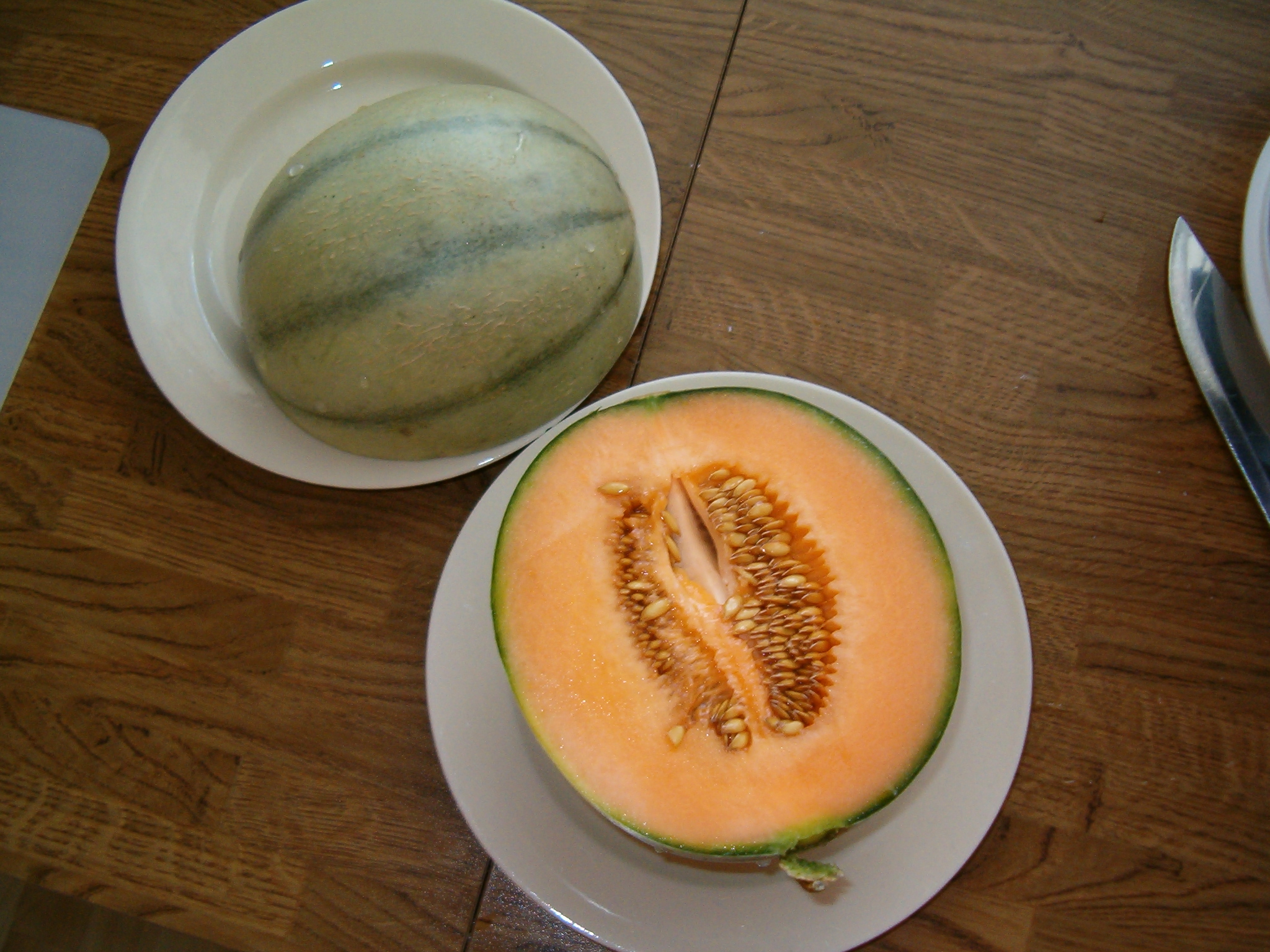
夏朗德甜瓜（英语：Charentais melon） （麝香甜瓜）
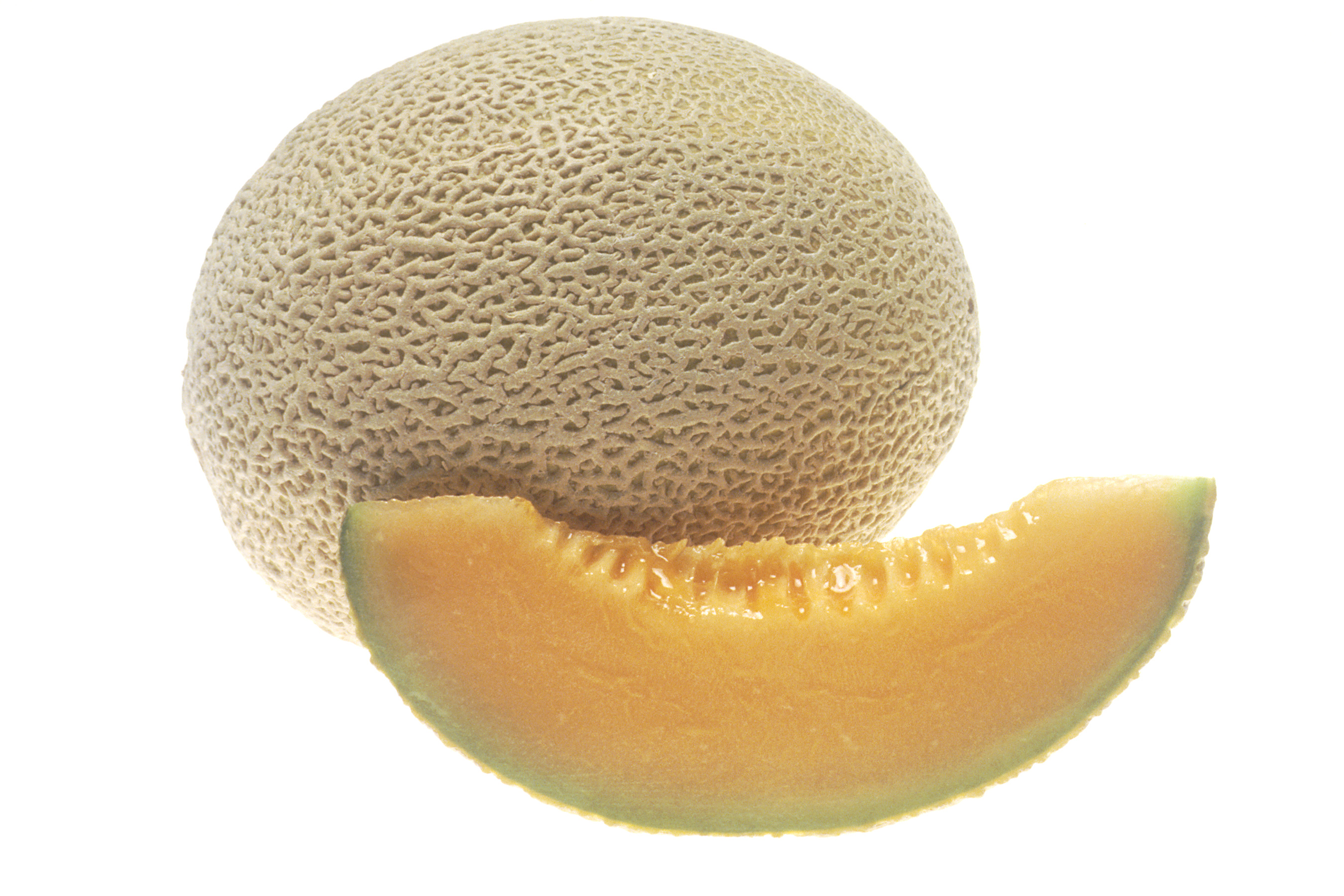
美西甜瓜（麝香甜瓜）
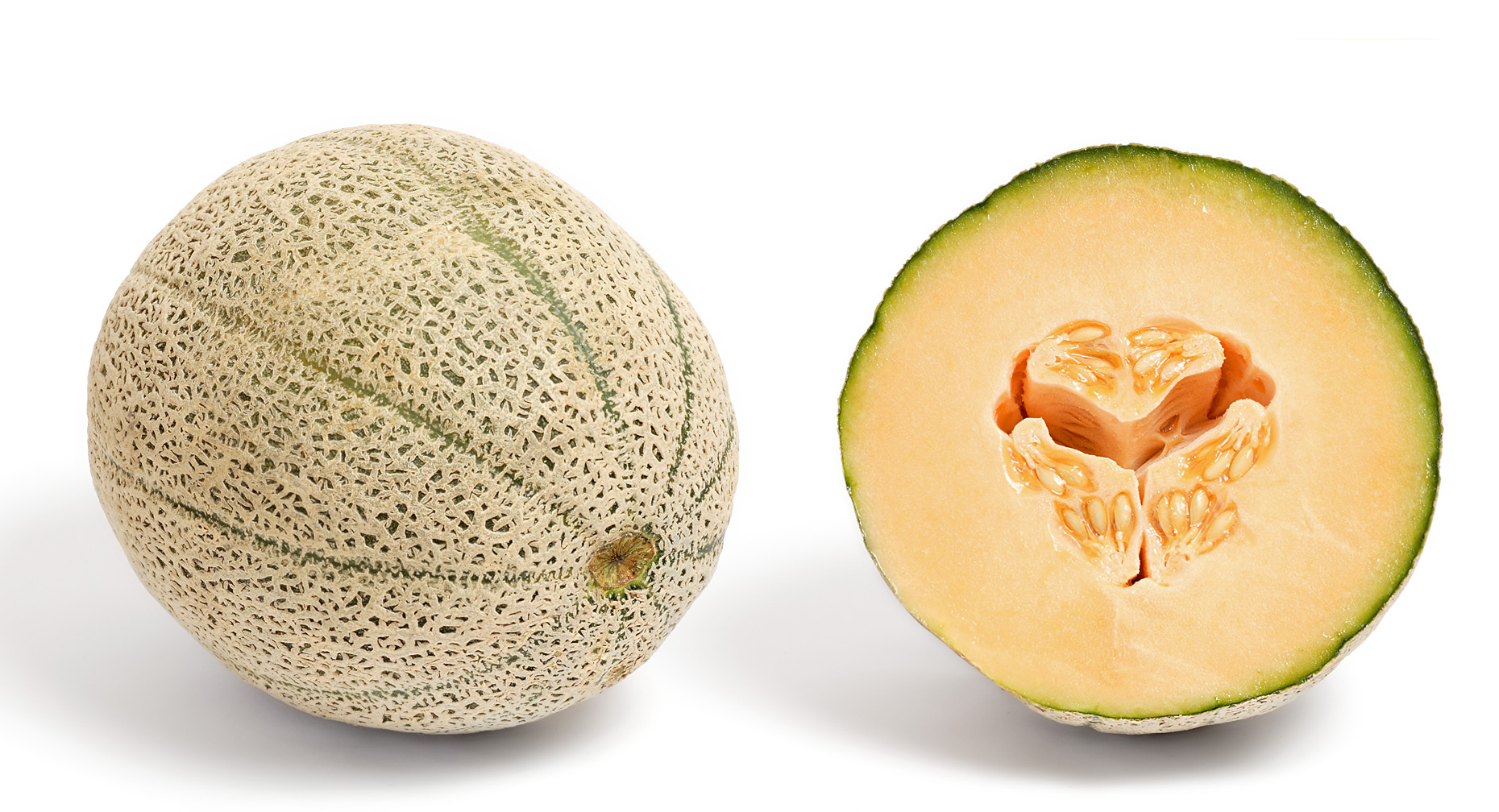
美东甜瓜（麝香甜瓜）

### 非正式分类
甜瓜按照功用可分为野瓜、菜瓜、果瓜等：
- 野瓜肉少味淡，很少食用，即马泡瓜。
- 菜瓜甜度低，如越瓜（Conomon Group）、洋越瓜（英语：Armenian cucumber）。
- 果瓜即通常所说的甜瓜，甜度高或中等，当作水果食用。常见的果瓜有：
  - 香瓜为水果型短毛甜瓜（薄皮甜瓜），产自东亚地区。
  - 蜜瓜为水果型长毛甜瓜（厚皮甜瓜），主要产自新疆、中亚、西亚、欧美和日本，甜度一般比东亚的香瓜高。
    - 哈密瓜是指新疆、中亚盛行的瓜蛋甜瓜（Chandalak Group）、夏甜瓜（Ameri Group）、冬甜瓜（Inodorus Group）等栽培群的蜜瓜，以夏甜瓜为主，瓜皮有光滑、网纹等不同类型。[3]台灣亦進行哈密瓜生產育種，培育出新世紀等本土品种。
    - 台灣俗稱的洋香瓜主要包括麝香甜瓜（Cantalupensis Group）和冬甜瓜（Inodorus Group）這兩類在歐美、日本十分流行的蜜瓜以及它們與其它栽培群雜交的品種[5]。按照瓜皮的外觀，洋香瓜又可分為兩大類：[9]
      - 光皮洋香瓜主要包括：
        - 冬甜瓜中的蜜露甜瓜（英语：Honeydew (melon)）（），瓜肉绿色，如蜜世界。
        - 蜜露甜瓜与其它类型杂交的品种，如诱惑甜瓜（Temptation，蜜露甜瓜与麝香甜瓜杂交的品种，瓜肉橙色[10]）
        - 香瓜與蜜瓜雜交的品種，如伊麗莎白瓜（エリザベスメロン，瓜肉白色）、王子蜜瓜（プリンスメロン，瓜肉橙色）。[3]

      - 網紋洋香瓜主要包括：
        - 麝香甜瓜的網紋類型（美西甜瓜、美東甜瓜、托斯卡納甜瓜等），瓜肉橙色。
        - 冬甜瓜中的伯爵甜瓜/阿露斯蜜瓜/玫珑蜜瓜（Earl's type），瓜肉綠色。
        - 夏甜瓜中的鳳梨甜瓜（Ananas type），瓜皮黃色，網紋相對稀疏，瓜肉颜色多样，如聖胡安甜瓜（San Juan）。
        - 不同類型之間雜交的品種，如夕張王蜜瓜（英语：Yubari King）（，伯爵甜瓜與麝香甜瓜雜交的品種，瓜肉橙色）、安第斯蜜瓜（アンデスメロン，血統複雜，瓜肉綠色）、加利亞甜瓜（英语：Galia melon）（，麝香甜瓜与瓜蛋甜瓜杂交的品种，瓜肉绿白色）。

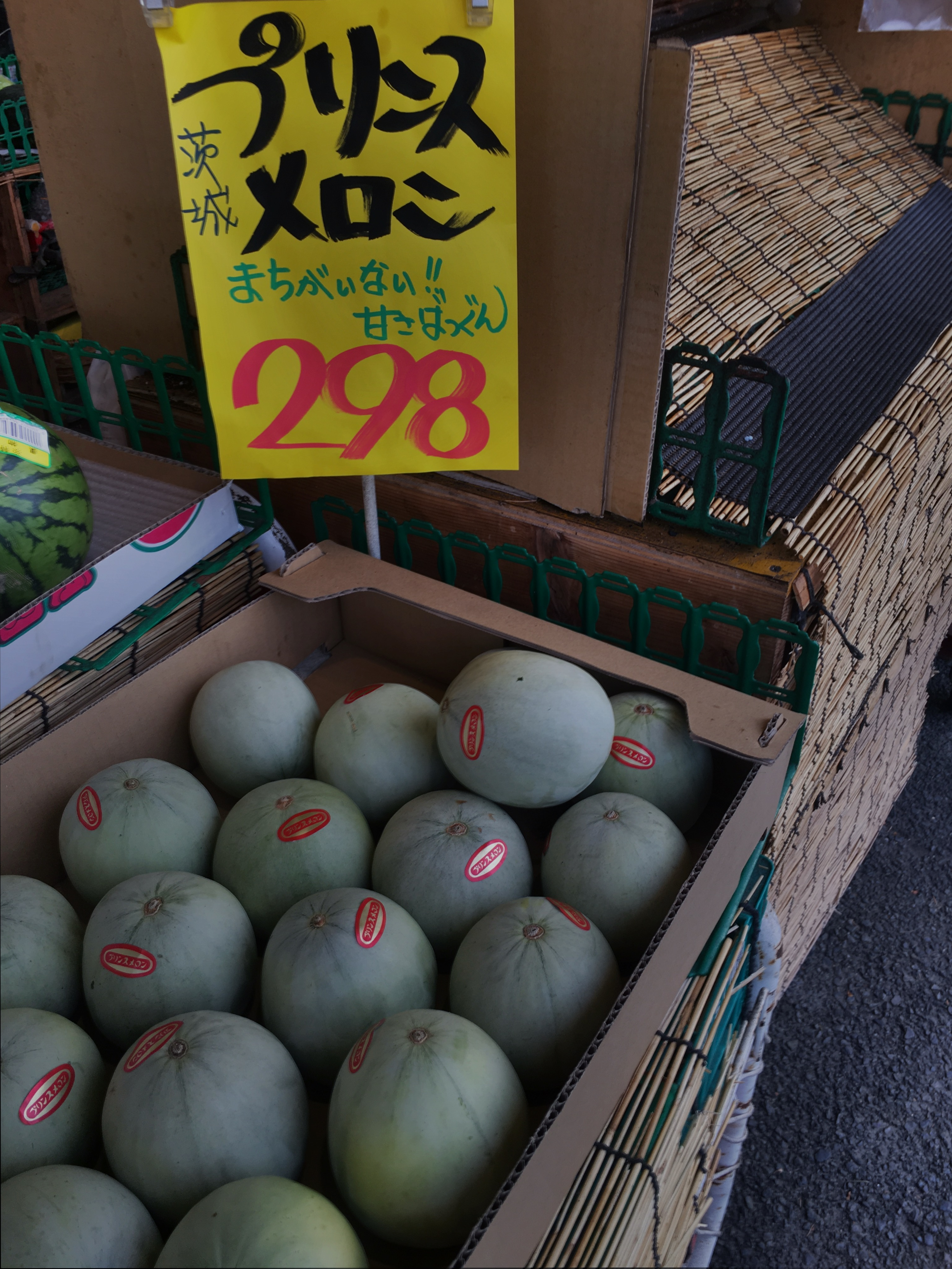
王子蜜瓜
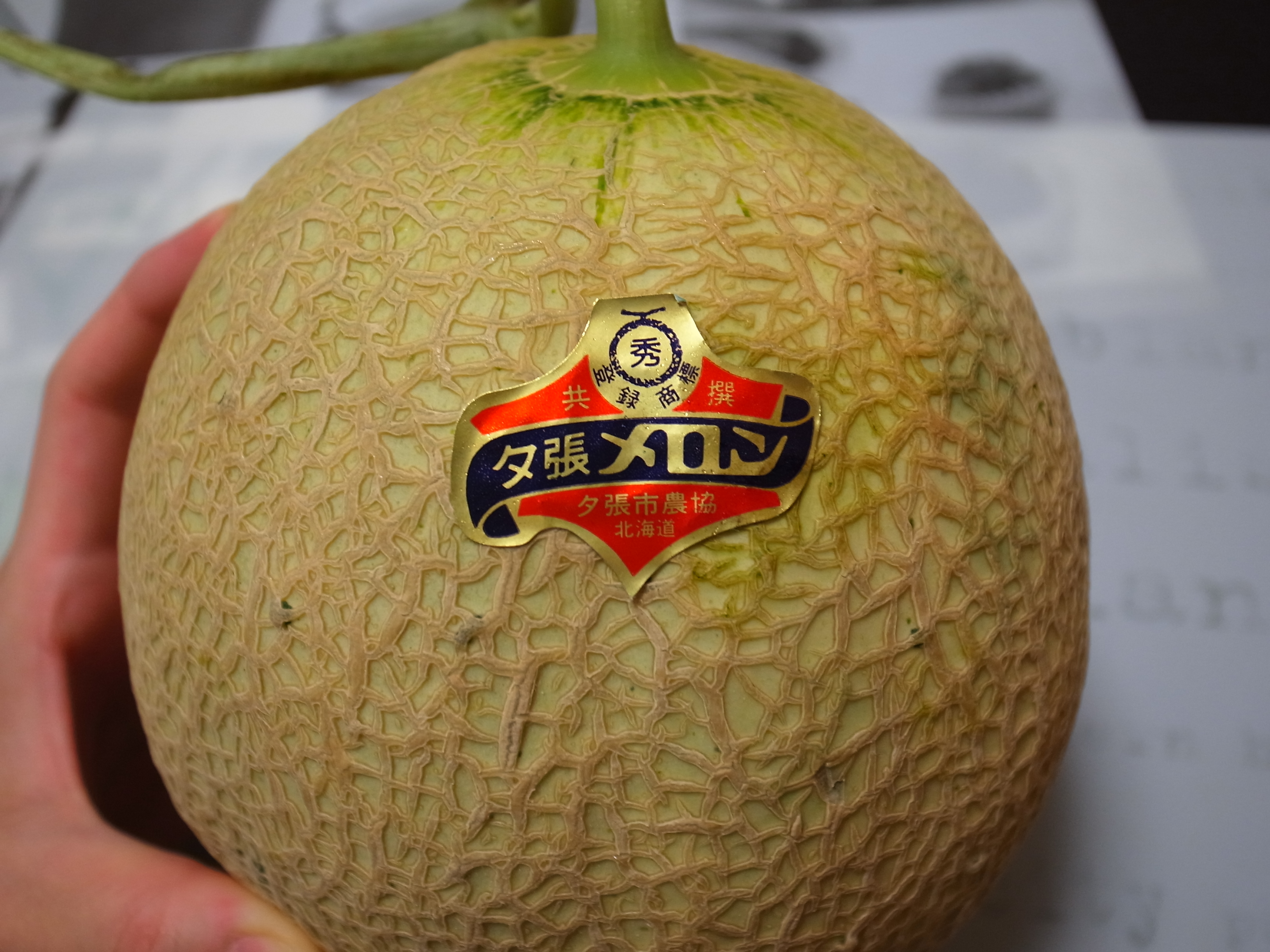
夕张王蜜瓜
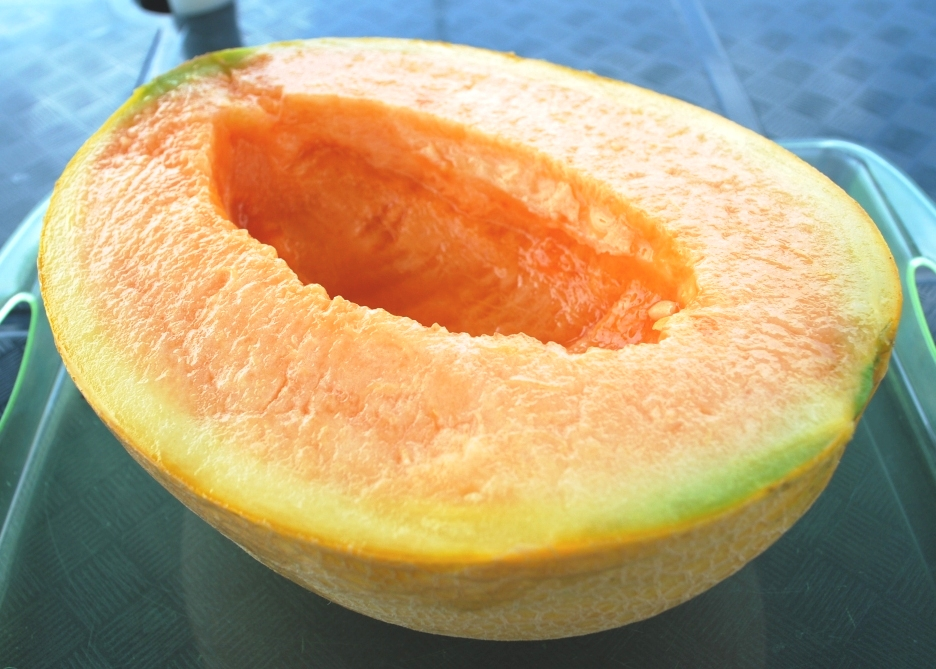
夕张王蜜瓜
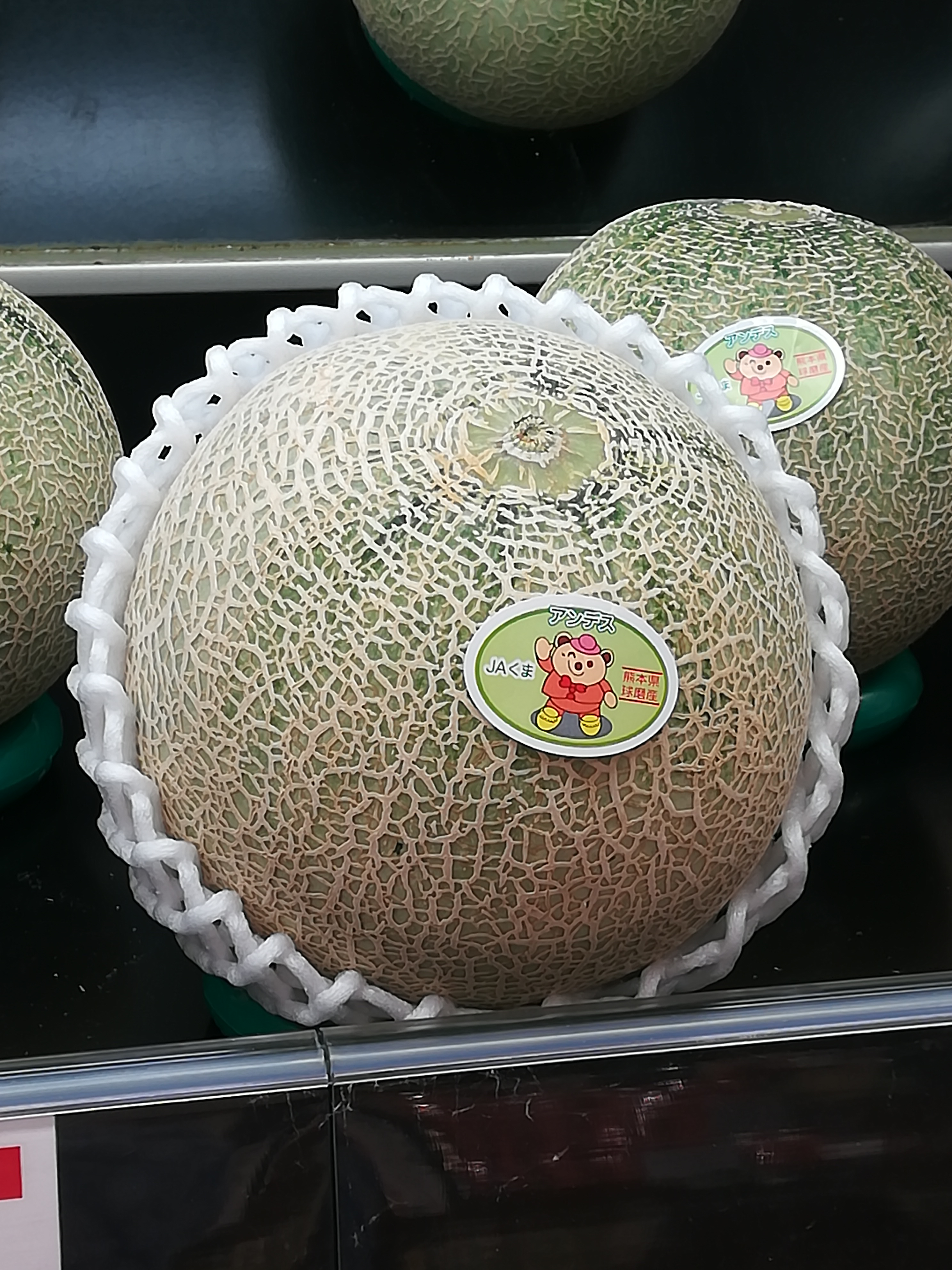
安第斯蜜瓜
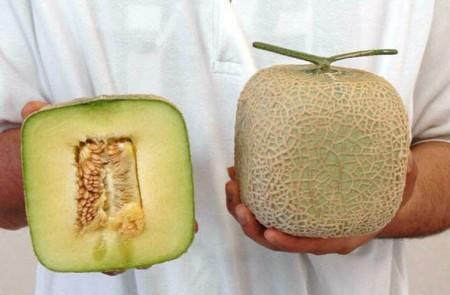
日本方形蜜瓜
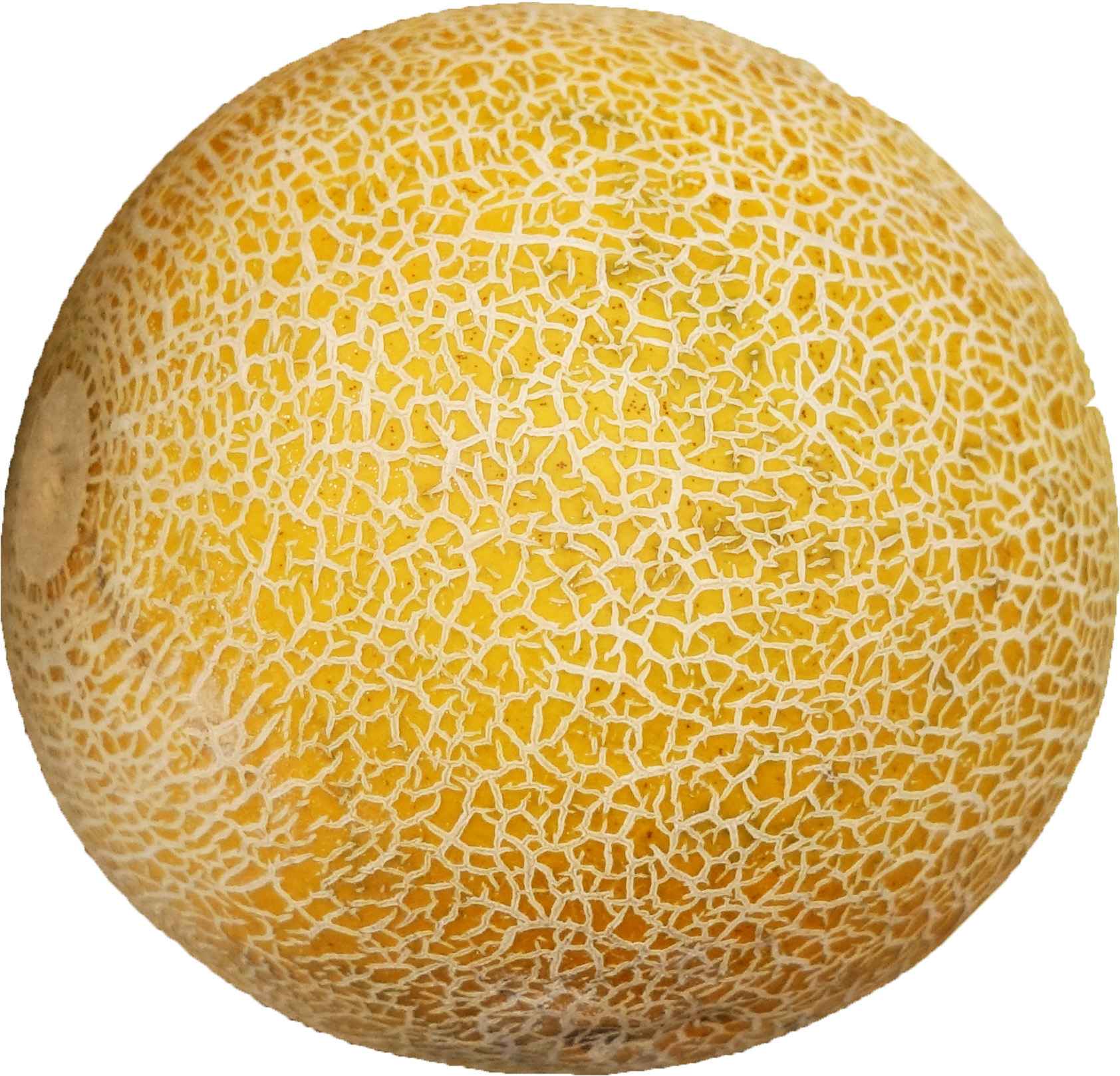
加利亞甜瓜（英语：Galia melon）

## 遗传學
野生甜瓜一般雌雄异花同株。栽培甜瓜雌雄异花同株或雄花两性花同株，少数品种只有两性花。其基因组在2012年首次测序。

## 营养學
香瓜营养豐富，含蛋白质、脂肪、碳水化合物、膳食纤维、灰分、维生素A、胡萝卜素、维生素B1、维生素B2、尼克酸、维生素C、维生素E、钙、磷、钾、钠、镁、铁、锌、硒。
1. 消暑生津：香瓜含大量碳水化合物及柠檬酸等，且水分充沛，可消暑清热、生津解渴。
2. 营养保健：香瓜中的转化酶可将不溶性蛋白质转变成可溶性蛋白质，能帮助肾脏病人吸收营养。
3. 保护肝脏：香瓜蒂中的葫芦素B能保护肝脏，减轻慢性肝损伤。
4. 功效：消暑热，解烦渴，利小便。
5. 香瓜子：有清热解毒，利尿驱虫作用。可治肠痈、肺痈。
6. 香瓜蒂：香瓜蒂苦寒有毒，能催吐。香瓜蒂外用主治鼻炎、急性黄疸型传染性肝炎。

## 延伸閱讀
- 瓜
- 香瓜
- 麝香甜瓜
- 哈密瓜
- 白蘭瓜
- 水果列表

[在维基数据编辑]
 《植物名實圖考·甜瓜》，出自吳其濬《植物名實圖考》

## 备注
1. ↑  異名列表中的專用詞彙釋義：
  - ex，用於两位描述者之间，表示前者為最初的命名人，但其所作的描述不符合有效發表的規則，並由後者對該名稱重新作出有效的描述；
  - subsp.，亞種，拉丁文 subspecies 的縮寫；
  - var.，變種，拉丁文 varietas 的縮寫；
  - f.，變型，拉丁文 forma 的縮寫。